# Elviña
Elviña (llamada oficialmente San Vicenzo de Elviña) es una parroquia y un lugar español del municipio de La Coruña, en la provincia de La Coruña, Galicia. Aquí se asienta el Campus de Elviña de la Universidad de La Coruña.

## Otras denominaciones
La parroquia también es conocida por el nombre de San Vicente de Elviña.

## Entidades de población
Entidades de población que forman parte de la parroquia:
- Castro de Elviña (O Castro de Elviña)
- Feáns
- Fontaíña
- Mesoiro
- Palavea
- Pasaje al Burgo (A Pasaxe-O Burgo)
- Pedralonga
- Pedro Fernández
- Peñarredonda (Penarredonda)
- Río de Quintas
- Santa Gema
- San Vicente de Elviña (Elviña)
- Vio
- Zapateira (A Zapateira)
- Aguaceiros
- Carracedo
- O Escorial
- A Felga
- O Lagar
- O Souto

## Demografía

### Parroquia
| Gráfica de evolución demográfica de Elviña (parroquia) entre 2000 y 2021 |
|                                                                          |
| Datos según el nomenclátor publicado por el INE.                         |

### Lugar
| Gráfica de evolución demográfica de San Vicente de Elviña (lugar) entre 2000 y 2021 |
|                                                                                     |
| Datos según el nomenclátor publicado por el INE.                                    |

## Monumentos
- Castro de Elviña, bien de interés cultural y antiguo yacimiento de la época castreña.
- Iglesia de San Vicente de Elviña, iglesia católica y parroquial de estilo románico.
- Iglesia de la Resurrección, en el barrio de las Flores, diseñada por José Antonio Corrales.[7]

## Equipamiento

### Transporte
La Estación de Elviña - Universidade conecta la parroquia con las ciudades de La Coruña, Ferrol y Lugo a través de la línea G-4 de Media Distancia de Renfe.
Además, las líneas E y 24 de autobuses de la Compañía de Tranvías de La Coruña conectan esta parroquia con el centro de La Coruña.